# 統合精密進入着陸装置

LAASアーキテクチャとJPALS LDGPS固定ベースカテゴリと概念が似ている

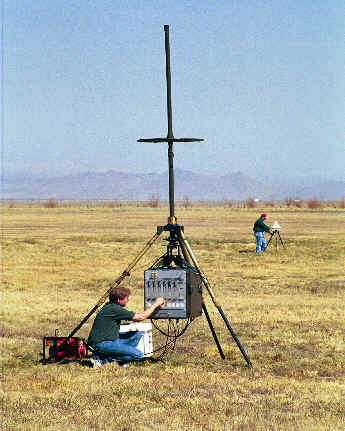
JPALS戦術プロトタイプ

統合精密進入着陸装置（とうごうせいみつしんにゅうちゃくりくそうち、英語: joint precision approach and landing system (JPALS)）は、船舶のシステム（CVNおよびLHタイプ）、グローバル・ポジショニング・システム(GPS)信号のリアルタイム差動補正に基づく全天候型着陸システム。ローカルエリア補正メッセージが補強され、安全な手段でユーザーに送信される。
搭載された受信機は、GPSで取得した現在位置とローカル補正信号を比較、高精度な3次元位置を導き出し、計器着陸装置（ILS） スタイルのディスプレイでアプローチすることができる。JPALSは、地域増強システム （LAAS）に似ているが、主に軍による使用を目的としているが、JPALSの一部の要素は、不正な信号変更から価値の高い民間作戦を保護するために、最終的には民間での使用に発展する可能性がある。
地域増強システム （LAAS）の精度は、CATIII ILSの精度よりも優れており、1m未満の水平および垂直解像度を提供する。 JPALSの正確な精度は機密事項として扱われるが、JPALSは許可されたユーザーに対してこの精度を満たすか上回ると推定されている。
JPALSの主な利点は、いつでもどこでも持ち運べるシステムである。世界中のすべての許可されたユーザーに24時間年中無休の全天候型、妨害防止装置着陸システム機能を安全かつ効果的に実施する方法を提供する。また、現在のシステムと比べ大幅にコストを削減できることも大きなメリットである。